# Charles Monselet

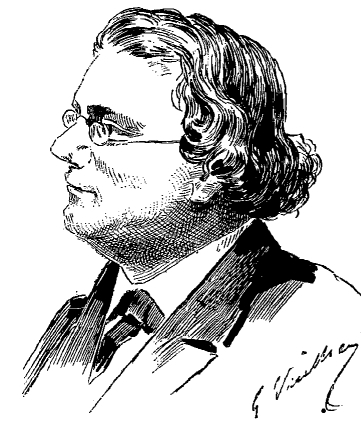
Charles Monselet

Charles Monselet (* 30. April 1825 in Nantes, Département Loire-Atlantique; † 18. März 1888 in Paris) war ein französischer Schriftsteller, Journalist, Lyriker und Librettist. Zusammen mit seinen Kollegen Léon Brisse genannt Baron Brisse, Alexandre Balthazar Laurent Grimod de la Reynière und Joseph Favre zählte Monselet zu den ersten Gastrokritikern Frankreichs.

## Leben und Werk
Monselet arbeitete als Kolumnist für den Figaro, das Journal du Matin, für Pays und Monde Illustré. Er wurde bekannt als ironischer Porträtist seiner Zeitgenossen und erwarb sich mit Werken wie dem sechsbändigen Almanach des gourmands und den Lettres gourmandes, der Ode au Cochon und dem Sonnet de l'asperge den Ruf des roi des gastronomes. 1858 gründete er die Wochenzeitung Le Gourmet, für die er als Journalist arbeitete.
In Werken wie Les Ruines de Paris und Figures parisiennes stellte er das Paris seiner Zeit vor, und seine Lorgnette Littéraire (1857) gilt als einzigartiges Zeugnis der Pariser literarischen Szene des 19. Jahrhunderts. Er verfasste Romane und Novellen, Parodien und Pastiches, Gedichte, Kritiken und Theaterstücke und war ein bedeutender Librettist.
Charles Monselet starb kurz vor seinem 63. Geburtstag am 18. März 1888 in Paris und seine letzte Ruhestätte auf dem Friedhof Père-Lachaise (Division 66). Der Bildhauer Charles-Auguste Lebourg (1829–1906) entwarf ein Relief mit Monselets Bildnis, mit dem am 26. Juni 1904 feierlich dessen Grabstein geschmückt wurde.

## Ehrungen
- Die Rue Charles Monselet in Nantes wurde ihm zu Ehren benannt

## Schriften (Auswahl)
- Statues et statuettes contemporaines. Paris 1852.
- Les vignes du Seigneur. Paris 1854.
- La Lorgnette littéraire. Dictionnaire des grands et des petits auteurs de mon temps. Poulet-Malassis & de Broise, Paris 1857.
- Physiognomies parisiennes. Acteurs et Actrices. Paris 1857.
- Les ruines de Paris. Paris 1857 (4 Bde.)